# Isla de Muerta
Isla de Muerta je fiktivní ostrov ze série filmů Piráti z Karibiku.
Ostrov je plný zlata a také zhouby. Vypráví nám o něm příběh Jacka Sparrowa. 
Piráti byli třetí den na moři, když tu k Jackovi přišel první důstojník a zeptal se jej, kde se skrývá poklad. Jack mu o tom místě pověděl. Tu noc propukla vzpoura, Jacka vysadili na pustém ostrově s jednou kulkou v pistoli a pluli dál. Jack pil tři dny a tři noci rum, čtvrtý den přijeli pašeráci rumu a odvezli ho. Zatím co Jack odjížděl z ostrova, první důstojník a posádka pluli k Isla de Muerta, ale jednomu z posádky se nelíbilo, že bývalého kapitána vysadili. Byl to Bill Turner. Proto jej přivázali k dělu a vystřelili do moře. Ale jakmile dopluli k ostrovu, tak si naplnili, co mohli, zlaťáky. Až do noci. V tu dobu se koukli ven z jeskyně a měsíční světlo z nich udělalo neživé a nemrtvé. V 1. díle Pirátů z Karibiku (Prokletí černé perly) tu byl zabit Hector Barbossa kapitánem Jackem 
Sparrowem poté, co Will Turrner/Tarner vhodil poslední dva dublony i se svojí a Jackovou krví zpátky do truhly.